# لیسا کلاین
لیسا کلاین (آلمانی: Lisa Klein؛ زادهٔ ۱۵ ژوئیهٔ ۱۹۹۶) دوچرخه‌سوار اهل آلمان است.
وی در مسابقات کشوری و بین‌المللی در مجموع برندهٔ ۱ مدال طلا، ۴ مدال نقره، ۳ مدال برنز شده‌است.